# Banica (gmina Uście Gorlickie)
Banica (łemkow. Баниця, daw. Banica koło Łęku) – wieś w Polsce położona w województwie małopolskim, w powiecie gorlickim, w gminie Uście Gorlickie. Leży w południowo-zachodniej części Beskidu Niskiego, nad potokiem Banica, dopływem Białej.

## Historia
Jedna z później lokowanych wsi w regionie: przywilej lokacyjny wydał w 1574 biskup krakowski Franciszek Krasiński Iwanowi, synowi Jaśka z niedalekiej Śnietnicy. Nazwę wzięła wieś od nazwy przepływającego przez nią potoku. Od początku istnienia do rozbiorów należała ona do „państwa muszyńskiego” biskupów krakowskich, uchodząc w nim za jedną z biedniejszych. W inwentarzu z 1668 zanotowano w niej 22 kmieci gospodarujących na 15 łanach ziemi.
Przed II wojną światową Banica liczyła ponad 500 mieszkańców – prawie wyłącznie Łemków. Część z nich wyjechała tuż po ukończeniu wojny na Ukrainę, a większość pozostałych została wysiedlona w 1947 w ramach akcji „Wisła”. Po 1947 ponownie zasiedlili ją polscy osadnicy, przybyli głównie z Podhala i Sądecczyzny.
W latach 1975–1998 miejscowość administracyjnie należała do województwa nowosądeckiego.

## Zabytki
Obiekt wpisany do rejestru zabytków nieruchomych województwa małopolskiego.
- cerkiew pw. św. Michała Archanioła z cmentarzem i działką.
- kościół Kosmy i Damiana oraz cmentarz kościelny.

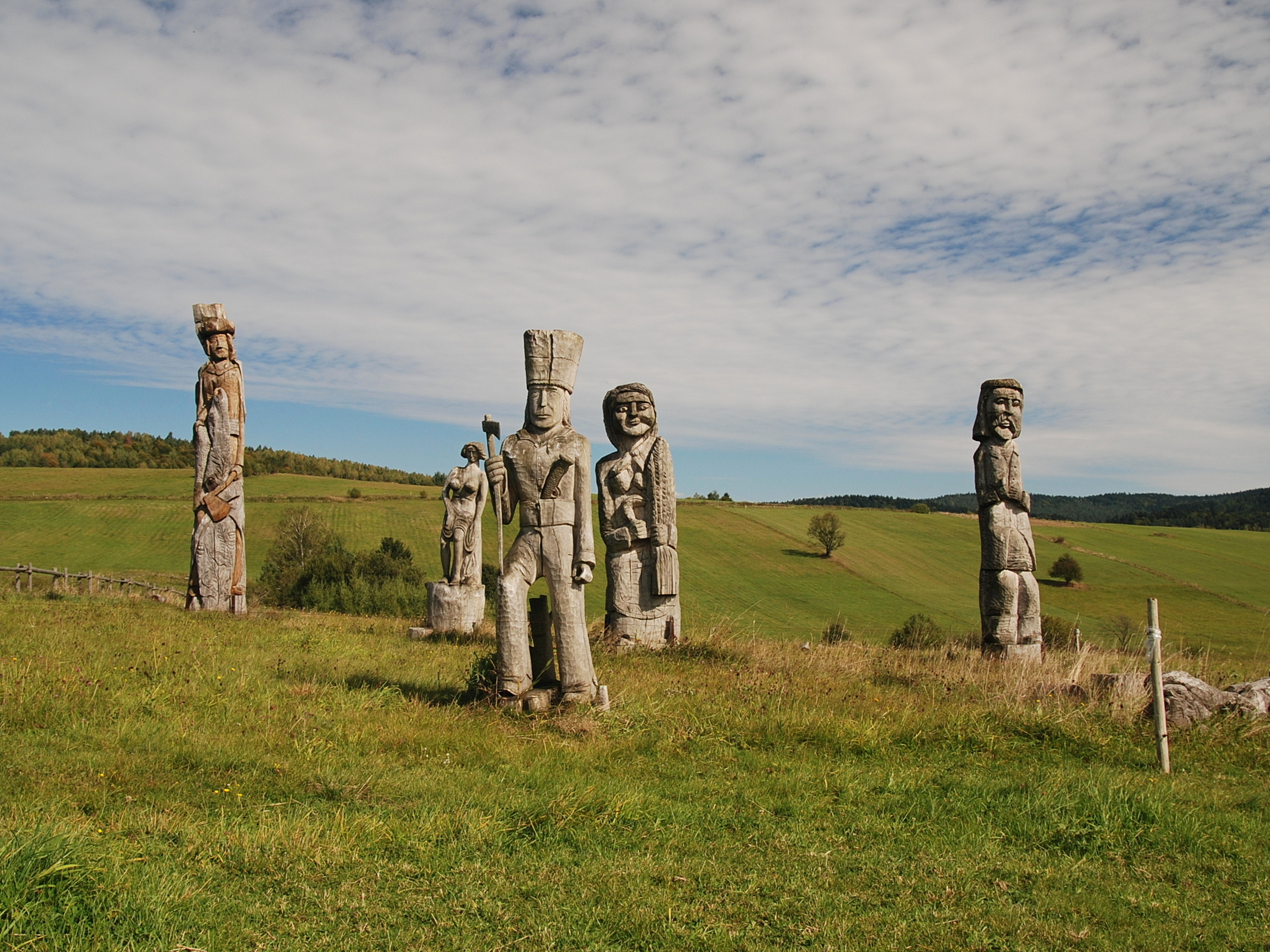
Drewniane rzeźby w Banicy, powstałe w czasie Międzynarodowego Tygodnia Wielokulturowego w 2006 r.

Cerkiew z końca XVIII w., po wysiedleniu ludności łemkowskiej, od 1947 służąca jako kościół rzymskokatolicki pw. św. Kosmy i św. Damiana. Parafia należy do dekanatu Ropa. W 1985 otrzymała nagrodę Ministra Kultury i Sztuki dla najlepszego użytkownika zabytku drewnianego. Ikonostas pochodzi z 1787. Na południowej stronie nawy obraz świętego Michała Archanioła z 1702. Po bokach skrzydła królewskich wrót.
Szlaki piesze
- Krynica-Zdrój – Huzary (864 m n.p.m.) – Mochnaczka Niżna – Banica – Izby – Ropki – Hańczowa (Główny Szlak Beskidzki)